# Miquel Moncadas i Noguera
Miquel Moncadas i Noguera (Muro, 19 de setembre de 1921 – Solsona, 1989), bisbe i teòleg mallorquí, va ser bisbe de Menorca i de Solsona.

## Biografia
Va ingressar al Seminari Diocesà de Sant Pere de Mallorca i el 1947 va ser ordenat prevere pel bisbe Joan Hervàs al monestir de Lluc. El 1948 es va llicenciar en Teologia a la Pontifícia Universitat de Salamanca.
Va ser rector del seminari menor de Palma entre 1948 i 1956. Després, fou professor de religió a l'Institut Ramon Llull i de l'Institut Joan Alcover. Alhora, el van nomenar director del Centre de Formació Social de Can Tàpera (1956-1968), on es dedicà a la predicació d'exercicis espirituals i a la promoció del Moviment Familiar, del qual en va ser consiliari diocesà i viceconsiliari nacional. Va ser impulsor a Mallorca dels cursets de Renovació Cristiana, inspirats en el Moviment per un Món Millor, fundat per Ricardo Lombardi SJ. També va dirigir l'Oficina Diocesana d'Informació de l'Església de Mallorca.

### Episcopat a Menorca (1969-1977)
L'11 de desembre de 1968 va ser nomenat bisbe de Menorca pel papa Pau VI. El 2 de febrer de 1969 va ser consagrat bisbe i va prendre possessió de la diòcesi.
Durant el seu pontificat transforma el santuari de Monte Toro en casa d'espiritualitat i fomenta la formació teològica dels preveres i les religioses. També va ser president de la subcomissió de Pastoral Familiar i de la comissió de Turisme i Migracions de la Conferència Episcopal Espanyola.

### Episcopat a Solsona (1977-1989)
Fou nomenat, l'1 d'abril de 1977, bisbe de Solsona i en va prendre possessió el 29 de maig.
Coincidint amb la democratització del país, es va manifestar ferm partidari de la separació de l'Església i els poders públics. També va acomplir les orientacions del Concili Vaticà II. Va cedir part del Palau Episcopal al Museu Diocesà i Comarcal de Solsona i ubicà la seva residència en un pis de l'edifici d'unes dimensions molt més reduïdes que les estances que ocupaven els seus antecessors, tot i que ell estava disposat a viure en un pis fora del Palau o en un departament del Seminari de Solsona. Fruit d'aquest tarannà, durant les festivitats tradicionals solsonines, com la Festa Major i el Corpus, va optar per no presidir oficialment els actes juntament amb les autoritats civils i participava només als actes estrictament religiosos.
Durant la seva estada a Solsona se suprimiren antigues processons com la del Corpus o la de la Festa major, ell mateix preferia no assistir als actes públics juntament amb la resta d'autoritats civils
També durant aquells anys va promoure la remodelació de la Casa d'Espiritualitat del Miracle i de l'hospital geriàtric de Solsona. Va instituir el Consell Diocesà de Pastoral. A la Conferència Episcopal Tarraconense va ser designat responsable de Pastoral Familiar i Joventut. Va destacar com a defensor de la normalització de l'ús de la llengua catalana.
Va morir el 5 d'agost de 1989 ingressat a Manresa, fruit d'un infart que va patir el dos dies abans mentre impartia uns exercicis espirituals al Santuari del Miracle i que el va deixar en coma. Va ser enterrat a la nau central de la Catedral de Solsona.

## Tractaments i títols
Alguns dels tractaments honorífics i títols que va rebre Miquel Moncadas al llarg de la seva vida van ser els següents:
- De l'11 de desembre de 1968 al 2 de febrer de 1969: Excel·lentíssim i Reverendíssim Monsenyor Miquel Moncadas i Noguera, bisbe preconitzat de Menorca.
- Del 2 de febrer de 1969 a l'1 d'abril de 1977: Excel·lentíssim i Reverendíssim Monsenyor Miquel Moncadas i Noguera, bisbe de Menorca.
- De l'1 d'abril al 29 de maig de 1977: Excel·lentíssim i Reverendíssim Monsenyor Miquel Moncadas i Noguera, bisbe preconitzat de Solsona i administrador apostòlic de Menorca.
- Del 29 de maig de 1977 al 5 d'agost de 1989: Excel·lentíssim i Reverendíssim Monsenyor Miquel Moncadas i Noguera, bisbe de Solsona.